# Tafraoui
Tafraoui là một đô thị thuộc tỉnh Oran, Algérie. Dân số thời điểm năm 2002 là 9.988 người.